# Caius Antistius Vetus (consul en -30)
Pour les articles homonymes, voir Antistius Vetus.
Caius Antistius Vetus est un sénateur et général romain de la fin de la République romaine et du règne d'Auguste. Il est consul suffect en 30 av. J.-C.

## Famille
Vetus est le fils d'un homo novus descendant de la famille romaine plébéienne des Antistii Veteres. Il est probablement le fils de Caius Antistius Vetus (de), propréteur en Hispanie ultérieure vers 68 av. J.-C., sous lequel Jules César sert comme questeur.
Son fils, Caius Antistius Vetus (en), devient consul en 6 av. J.-C. Deux de ses petits-fils deviennent aussi consuls ainsi que d'autres descendants jusqu'au milieu du IIe siècle.

## Biographie

### Partisan de César
Antistius Vetus est un partisan de Jules César et est nommé par ce dernier questeur (quaestor pro praetore) de Syrie, position qu'il occupe en 45 av. J.-C.
Il est contraint de lutter contre Quintus Caecilius Bassus, le précédent gouverneur. Ce dernier est un opposant de César qui refuse de se démettre de son mandat. Vetus l'assiège jusqu'à ce que les Parthes viennent au secours de Bassus. Lucius Volcacius Tullus, gouverneur de la Cilicie voisine, refuse de venir aider Antistius Vetus, ce qui permet à Bassus de tenir jusqu'à l'arrivée des Parthes. Vetus est malgré tout salué imperator par ses troupes.

### Partisan des Libérateurs
Sur son chemin de retour à Rome en 44 av. J.-C., il est intercepté par Marcus Junius Brutus, l'un des principaux conjurés dans l'assassinat de Jules César, qui le persuade non seulement de lui remettre les revenus de sa province qu'il emmenait à Rome, mais aussi de rejoindre la cause des Libérateurs,.
En juin 43 av. J.-C., il est de retour à Rome. Cependant, il retourne bientôt aux côtés de Brutus, où il sert comme légat.
Après la défaite des Républicains à la bataille de Philippes, il parvient à s'enfuir avant de se réconcilier avec les triumvirs vainqueurs Marc Antoine et Octavien.

### Partisan d'Octavien
En 35 av. J.-C., Vetus reçoit le commandement de la campagne en cours contre les Salasses, un peuple alpin révolté, peut-être comme gouverneur de Gaule transalpine, qu'il poursuit avec vigueur mais sans succès.
En 30 av. J.-C., il devient consul suffect aux côtés d'Octavien. L'année suivante en 29 av. J.-C., il est admis parmi les patriciens lors de la censure d'Octave.
Il est ensuite légat d'Hispanie citérieure en 26 av. J.-C., l'un des rares consulaires à recevoir une province militaire sous le règne d'Auguste. Il succède au commandement des guerres cantabres à Auguste quand ce dernier tombe malade. Antistius mène une campagne contre les Astures avec Publius Carusius qui se conclut avec succès en l'an 25 av. J.-C.